# Gran Premi de Gran Bretanya de motociclisme
|  | Aquest article tracta sobre velocitat. Si cerqueu informació sobre motocròs, vegeu «Gran Premi de Gran Bretanya de Motocròs». |

El Gran Premi de Gran Bretanya de motociclisme és un esdeveniment esportiu que es disputa anualment al Circuit de Silverstone (després de moltes edicions celebrades a Donington Park), dins del calendari del Campionat del món de motociclisme.
Abans de 1977 (de 1949 a 1976), el Gran Premi de Gran Bretanya era el Tourist Trophy de l'Illa de Man, conegut com a Manx TT.

Donington Park, emprat de 1987 a 2009

A 26 de maig de 2025

## Noms oficials i patrocinadors
- 1977–1978: John Player British Grand Prix[1]
- 1979–1985: Marlboro British Grand Prix[2]
- 1986–1988: Shell Oils British Motorcycle Grand Prix[3]
- 1989–1991: Shell British Motorcycle Grand Prix[4]
- 1992: Rothmans British Grand Prix[5]
- 1993, 1995–1996, 1998–1999, 2009: British Grand Prix (sense patrocinador oficial)[6]
- 1994: British Motorcycle Grand Prix (sense patrocinador oficial)[7]
- 1997: Sun British Grand Prix[8]
- 2000–2004: Cinzano British Grand Prix[9]
- 2005: betandwin.com British Grand Prix[10]
- 2006: GAS British Grand Prix[11]
- 2007: Nickel&Dime British Grand Prix[12]
- 2008: bwin.com British Grand Prix[13]
- 2010–2011: AirAsia British Grand Prix[14]
- 2012–2014: Hertz British Grand Prix[15]
- 2015–2017: Octo British Grand Prix[16]
- 2018–2019: GoPro British Grand Prix (cancel·lat el 2018)[17]
- 2021–2024: Monster Energy British Grand Prix[18]
- 2025: Tissot British Grand Prix

## Guanyadors múltiples

### Pilots
| # Victòries | Pilot             | Victòries | Victòries                          |
| # Victòries | Pilot             | Categoria | Anys                               |
| ----------- | ----------------- | --------- | ---------------------------------- |
| 8           | Valentino Rossi   | MotoGP    | 2002, 2004, 2005, 2015             |
| 8           | Valentino Rossi   | 500cc     | 2000, 2001                         |
| 8           | Valentino Rossi   | 250cc     | 1999                               |
| 8           | Valentino Rossi   | 125cc     | 1997                               |
| 6           | Kork Ballington   | 350cc     | 1977, 1978, 1979                   |
| 6           | Kork Ballington   | 250cc     | 1977, 1979, 1980                   |
| 6           | Ángel Nieto       | 125cc     | 1978, 1979, 1981, 1982, 1983, 1984 |
| 6           | Anton Mang        | 350cc     | 1980, 1981                         |
| 6           | Anton Mang        | 250cc     | 1978, 1981, 1985, 1987             |
| 4           | Luca Cadalora     | 500cc     | 1993                               |
| 4           | Luca Cadalora     | 250cc     | 1988, 1990, 1991                   |
| 4           | Kevin Schwantz    | 500cc     | 1989, 1990, 1991, 1994             |
| 4           | Loris Capirossi   | 250cc     | 1994, 1998                         |
| 4           | Loris Capirossi   | 125cc     | 1990, 1991                         |
| 4           | Jorge Lorenzo     | MotoGP    | 2010, 2012, 2013                   |
| 4           | Jorge Lorenzo     | 250cc     | 2006                               |
| 4           | Andrea Dovizioso  | MotoGP    | 2009, 2017                         |
| 4           | Andrea Dovizioso  | 250cc     | 2007                               |
| 4           | Andrea Dovizioso  | 125cc     | 2004                               |
| 3           | Kenny Roberts     | 500cc     | 1978, 1979, 1983                   |
| 3           | Mick Doohan       | 500cc     | 1995, 1996, 1997                   |
| 3           | Max Biaggi        | MotoGP    | 2003                               |
| 3           | Max Biaggi        | 250cc     | 1995, 1996                         |
| 3           | Casey Stoner      | MotoGP    | 2007, 2008, 2011                   |
| 2           | Randy Mamola      | 500cc     | 1980, 1984                         |
| 2           | August Auinger    | 125cc     | 1985, 1986                         |
| 2           | Fausto Gresini    | 125cc     | 1987, 1992                         |
| 2           | Wayne Gardner     | 500cc     | 1986, 1992                         |
| 2           | Kazuto Sakata     | 125cc     | 1995, 1998                         |
| 2           | Ralf Waldmann     | 250cc     | 1997, 2000                         |
| 2           | Youichi Ui        | 125cc     | 2000, 2001                         |
| 2           | Dani Pedrosa      | MotoGP    | 2006                               |
| 2           | Dani Pedrosa      | 250cc     | 2004                               |
| 2           | Julián Simón      | 125cc     | 2005, 2009                         |
| 2           | Scott Redding     | Moto2     | 2013                               |
| 2           | Scott Redding     | 125cc     | 2008                               |
| 2           | Marc Márquez      | MotoGP    | 2014                               |
| 2           | Marc Márquez      | 125cc     | 2010                               |
| 2           | Maverick Viñales  | MotoGP    | 2016                               |
| 2           | Maverick Viñales  | Moto3     | 2012                               |
| 2           | Àlex Rins         | MotoGP    | 2019                               |
| 2           | Àlex Rins         | Moto3     | 2014                               |
| 2           | Augusto Fernández | Moto2     | 2019, 2022                         |

### Constructors
| # Victòries | Constructor | Victòries | Victòries                                                              |
| # Victòries | Constructor | Categoria | Anys                                                                   |
| ----------- | ----------- | --------- | ---------------------------------------------------------------------- |
| 42          | Honda       | MotoGP    | 2002, 2003, 2006, 2009, 2011, 2014                                     |
| 42          | Honda       | 500cc     | 1984, 1985, 1986, 1992, 1995, 1996, 1997, 1999, 2000, 2001             |
| 42          | Honda       | 250cc     | 1985, 1986, 1987, 1988, 1989, 1991, 1994, 1997, 2001, 2004, 2007, 2009 |
| 42          | Honda       | Moto3     | 2014, 2015, 2017, 2019, 2022                                           |
| 42          | Honda       | 125cc     | 1988, 1989, 1990, 1991, 1992, 1993, 1994, 1999, 2004                   |
| 24          | Aprilia     | MotoGP    | 2023, 2025                                                             |
| 24          | Aprilia     | 250cc     | 1992, 1993, 1995, 1996, 1998, 1999, 2000, 2002, 2003, 2005, 2006       |
| 24          | Aprilia     | 125cc     | 1995, 1996, 1997, 1998, 2002, 2003, 2006, 2007, 2008, 2009, 2011       |
| 19          | Yamaha      | MotoGP    | 2004, 2005, 2010, 2012, 2013, 2015, 2021                               |
| 19          | Yamaha      | 500cc     | 1978, 1979, 1983, 1987, 1988, 1993, 1998                               |
| 19          | Yamaha      | 350cc     | 1977                                                                   |
| 19          | Yamaha      | 250cc     | 1977, 1982, 1984, 1990                                                 |
| 12          | Kalex       | Moto2     | 2011, 2012, 2013, 2014, 2015, 2016, 2017, 2019, 2021, 2022, 2024, 2025 |
| 10          | Suzuki      | MotoGP    | 2016, 2019                                                             |
| 10          | Suzuki      | 500cc     | 1977, 1980, 1981, 1982, 1989, 1990, 1991, 1994                         |
| 8           | Kawasaki    | 350cc     | 1978, 1979, 1981, 1982                                                 |
| 8           | Kawasaki    | 250cc     | 1978, 1979, 1980, 1981                                                 |
| 7           | Ducati      | MotoGP    | 2007, 2008, 2017, 2022, 2024                                           |
| 7           | Ducati      | MotoE     | 2023 Cursa 1, 2023 Cursa 2                                             |
| 6           | KTM         | 250cc     | 2008                                                                   |
| 6           | KTM         | Moto3     | 2013, 2016, 2024, 2025                                                 |
| 6           | KTM         | 125cc     | 2005                                                                   |
| 5           | Garelli     | 125cc     | 1981, 1982, 1983, 1984, 1987                                           |
| 4           | Derbi       | 125cc     | 2000, 2001, 2010                                                       |
| 4           | Derbi       | 80cc      | 1987                                                                   |
| 3           | Minarelli   | 125cc     | 1978, 1979, 1980                                                       |
| 3           | Morbidelli  | 125cc     | 1977, 1985, 1986                                                       |
| 2           | Krauser     | 350cc     | 1980                                                                   |
| 2           | Krauser     | 80cc      | 1986                                                                   |

## Guanyadors per any

### De 1988 a l'actualitat
| Any  | Circuit     | Moto3              | Moto3 | Moto2       | Moto2 | MotoGP          | MotoGP  | Detalls |
| Any  | Circuit     | Pilot              | Moto  | Pilot       | Moto  | Pilot           | Moto    | Detalls |
| ---- | ----------- | ------------------ | ----- | ----------- | ----- | --------------- | ------- | ------- |
| 2025 | Silverstone | José Antonio Rueda | KTM   | Senna Agius | Kalex | Marco Bezzecchi | Aprilia | Detalls |
| 2024 | Silverstone | Iván Ortolá        | KTM   | Jake Dixon  | Kalex | Enea Bastianini | Ducati  | Detalls |

| Any  | Circuit     | MotoE              | MotoE   | MotoE          | MotoE   | Moto3        | Moto3   | Moto2           | Moto2      | MotoGP          | MotoGP  | Detalls |
| Any  | Circuit     | Cursa 1            | Cursa 1 | Cursa 2        | Cursa 2 | Moto3        | Moto3   | Moto2           | Moto2      | MotoGP          | MotoGP  | Detalls |
| Any  | Circuit     | Pilot              | Moto    | Pilot          | Moto    | Pilot        | Moto    | Pilot           | Moto       | Pilot           | Moto    | Detalls |
| ---- | ----------- | ------------------ | ------- | -------------- | ------- | ------------ | ------- | --------------- | ---------- | --------------- | ------- | ------- |
| 2023 | Silverstone | Randy Krummenacher | Ducati  | Mattia Casadei | Ducati  | David Alonso | Gas Gas | Fermín Aldeguer | Boscoscuro | Aleix Espargaró | Aprilia | Detalls |

| Any  | Circuit     | Moto3                                         | Moto3                                         | Moto2                                         | Moto2                                         | MotoGP                                        | MotoGP                                        | Detalls                                       |
| Any  | Circuit     | Pilot                                         | Moto                                          | Pilot                                         | Moto                                          | Pilot                                         | Moto                                          | Detalls                                       |
| ---- | ----------- | --------------------------------------------- | --------------------------------------------- | --------------------------------------------- | --------------------------------------------- | --------------------------------------------- | --------------------------------------------- | --------------------------------------------- |
| 2022 | Silverstone | Dennis Foggia                                 | Honda                                         | Augusto Fernández                             | Kalex                                         | Francesco Bagnaia                             | Ducati                                        | Detalls                                       |
| 2021 | Silverstone | Romano Fenati                                 | Husqvarna                                     | Remy Gardner                                  | Kalex                                         | Fabio Quartararo                              | Yamaha                                        | Detalls                                       |
| 2020 | Silverstone | Cancel·lat a causa de la pandèmia de COVID-19 | Cancel·lat a causa de la pandèmia de COVID-19 | Cancel·lat a causa de la pandèmia de COVID-19 | Cancel·lat a causa de la pandèmia de COVID-19 | Cancel·lat a causa de la pandèmia de COVID-19 | Cancel·lat a causa de la pandèmia de COVID-19 | Cancel·lat a causa de la pandèmia de COVID-19 |
| 2019 | Silverstone | Marcos Ramírez                                | Honda                                         | Augusto Fernández                             | Kalex                                         | Àlex Rins                                     | Suzuki                                        | Detalls                                       |
| 2018 | Silverstone | Cursa cancel·lada a causa del mal temps       | Cursa cancel·lada a causa del mal temps       | Cursa cancel·lada a causa del mal temps       | Cursa cancel·lada a causa del mal temps       | Cursa cancel·lada a causa del mal temps       | Cursa cancel·lada a causa del mal temps       | Detalls                                       |
| 2017 | Silverstone | Arón Canet                                    | Honda                                         | Takaaki Nakagami                              | Kalex                                         | Andrea Dovizioso                              | Ducati                                        | Detalls                                       |
| 2016 | Silverstone | Brad Binder                                   | KTM                                           | Thomas Lüthi                                  | Kalex                                         | Maverick Viñales                              | Suzuki                                        | Detalls                                       |
| 2015 | Silverstone | Danny Kent                                    | Honda                                         | Johann Zarco                                  | Kalex                                         | Valentino Rossi                               | Yamaha                                        | Detalls                                       |
| 2014 | Silverstone | Àlex Rins                                     | Honda                                         | Tito Rabat                                    | Kalex                                         | Marc Márquez                                  | Honda                                         | Detalls                                       |
| 2013 | Silverstone | Lluís Salom                                   | KTM                                           | Scott Redding                                 | Kalex                                         | Jorge Lorenzo                                 | Yamaha                                        | Detalls                                       |
| 2012 | Silverstone | Maverick Viñales                              | Honda                                         | Pol Espargaró                                 | Kalex                                         | Jorge Lorenzo                                 | Yamaha                                        | Detalls                                       |
|      |             | 125 cc                                        | 125 cc                                        | Moto2                                         | Moto2                                         | MotoGP                                        | MotoGP                                        |                                               |
| 2011 | Silverstone | Jonas Folger                                  | Aprilia                                       | Stefan Bradl                                  | Kalex                                         | Casey Stoner                                  | Honda                                         | Detalls                                       |
| 2010 | Silverstone | Marc Márquez                                  | Derbi                                         | Jules Cluzel                                  | Suter                                         | Jorge Lorenzo                                 | Yamaha                                        | Detalls                                       |
|      |             | 125 cc                                        | 125 cc                                        | 250 cc                                        | 250 cc                                        | MotoGP                                        | MotoGP                                        |                                               |
| 2009 | Donington   | Julián Simón                                  | Aprilia                                       | Hiroshi Aoyama                                | Honda                                         | Andrea Dovizioso                              | Honda                                         | Detalls                                       |
| 2008 | Donington   | Scott Redding                                 | Aprilia                                       | Mika Kallio                                   | KTM                                           | Casey Stoner                                  | Ducati                                        | Detalls                                       |
| 2007 | Donington   | Mattia Pasini                                 | Aprilia                                       | Andrea Dovizioso                              | Honda                                         | Casey Stoner                                  | Ducati                                        | Detalls                                       |
| 2006 | Donington   | Álvaro Bautista                               | Aprilia                                       | Jorge Lorenzo                                 | Aprilia                                       | Dani Pedrosa                                  | Honda                                         | Detalls                                       |
| 2005 | Donington   | Julián Simón                                  | KTM                                           | Randy de Puniet                               | Aprilia                                       | Valentino Rossi                               | Yamaha                                        | Detalls                                       |
| 2004 | Donington   | Andrea Dovizioso                              | Honda                                         | Dani Pedrosa                                  | Honda                                         | Valentino Rossi                               | Yamaha                                        | Detalls                                       |
| 2003 | Donington   | Hèctor Barberà                                | Aprilia                                       | Fonsi Nieto                                   | Aprilia                                       | Max Biaggi                                    | Honda                                         | Detalls                                       |
| 2002 | Donington   | Arnaud Vincent                                | Aprilia                                       | Marco Melandri                                | Aprilia                                       | Valentino Rossi                               | Honda                                         | Detalls                                       |
|      |             | 125 cc                                        | 125 cc                                        | 250 cc                                        | 250 cc                                        | 500 cc                                        | 500 cc                                        |                                               |
| 2001 | Donington   | Youichi Ui                                    | Derbi                                         | Daijiro Kato                                  | Honda                                         | Valentino Rossi                               | Honda                                         | Detalls                                       |
| 2000 | Donington   | Youichi Ui                                    | Derbi                                         | Ralf Waldmann                                 | Aprilia                                       | Valentino Rossi                               | Honda                                         | Detalls                                       |
| 1999 | Donington   | Masao Azuma                                   | Honda                                         | Valentino Rossi                               | Aprilia                                       | Àlex Crivillé                                 | Honda                                         | Detalls                                       |
| 1998 | Donington   | Kazuto Sakata                                 | Aprilia                                       | Loris Capirossi                               | Aprilia                                       | Simon Crafar                                  | Yamaha                                        | Detalls                                       |
| 1997 | Donington   | Valentino Rossi                               | Aprilia                                       | Ralf Waldmann                                 | Honda                                         | Mick Doohan                                   | Honda                                         | Detalls                                       |
| 1996 | Donington   | Stefano Perugini                              | Aprilia                                       | Max Biaggi                                    | Aprilia                                       | Mick Doohan                                   | Honda                                         | Detalls                                       |
| 1995 | Donington   | Kazuto Sakata                                 | Aprilia                                       | Max Biaggi                                    | Aprilia                                       | Mick Doohan                                   | Honda                                         | Detalls                                       |
| 1994 | Donington   | Takeshi Tsujimura                             | Honda                                         | Loris Capirossi                               | Honda                                         | Kevin Schwantz                                | Suzuki                                        | Detalls                                       |
| 1993 | Donington   | Dirk Raudies                                  | Honda                                         | Jean-Philippe Ruggia                          | Aprilia                                       | Luca Cadalora                                 | Yamaha                                        | Detalls                                       |
| 1992 | Donington   | Fausto Gresini                                | Honda                                         | Pierfrancesco Chili                           | Aprilia                                       | Wayne Gardner                                 | Honda                                         | Detalls                                       |
| 1991 | Donington   | Loris Capirossi                               | Honda                                         | Luca Cadalora                                 | Honda                                         | Kevin Schwantz                                | Suzuki                                        | Detalls                                       |
| 1990 | Donington   | Loris Capirossi                               | Honda                                         | Luca Cadalora                                 | Yamaha                                        | Kevin Schwantz                                | Suzuki                                        | Detalls                                       |
| 1989 | Donington   | Hans Spaan                                    | Honda                                         | Sito Pons                                     | Honda                                         | Kevin Schwantz                                | Suzuki                                        | Detalls                                       |
| 1988 | Donington   | Ezio Gianola                                  | Honda                                         | Luca Cadalora                                 | Honda                                         | Wayne Rainey                                  | Yamaha                                        | Detalls                                       |

### De 1977 a 1987
| Any  | Circuit     | 80 cc           | 80 cc   | 125 cc         | 125 cc  | 250 cc           | 250 cc | 500 cc          | 500 cc | Detalls |
| Any  | Circuit     | Pilot           | Moto    | Pilot          | Moto    | Pilot            | Moto   | Pilot           | Moto   | Detalls |
| ---- | ----------- | --------------- | ------- | -------------- | ------- | ---------------- | ------ | --------------- | ------ | ------- |
| 1987 | Donington   | Jorge Martínez  | Derbi   | Fausto Gresini | Garelli | Anton Mang       | Honda  | Eddie Lawson    | Yamaha | Detalls |
| 1986 | Silverstone | Ian McConnachie | Krauser | August Auinger | MBA     | Dominique Sarron | Honda  | Wayne Gardner   | Honda  | Detalls |
| 1985 | Silverstone | -               | -       | August Auinger | MBA     | Anton Mang       | Honda  | Freddie Spencer | Honda  | Detalls |
| 1984 | Silverstone | -               | -       | Ángel Nieto    | Garelli | Christian Sarron | Yamaha | Randy Mamola    | Honda  | Detalls |
| 1983 | Silverstone | -               | -       | Ángel Nieto    | Garelli | Jacques Bolle    | Pernod | Kenny Roberts   | Yamaha | Detalls |

| Any  | Circuit     | 125 cc             | 125 cc     | 250 cc          | 250 cc   | 350 cc              | 350 cc   | 500 cc          | 500 cc | Detalls |
| Any  | Circuit     | Pilot              | Moto       | Pilot           | Moto     | Pilot               | Moto     | Pilot           | Moto   | Detalls |
| ---- | ----------- | ------------------ | ---------- | --------------- | -------- | ------------------- | -------- | --------------- | ------ | ------- |
| 1982 | Silverstone | Ángel Nieto        | Garelli    | Martin Wimmer   | Yamaha   | Jean-François Baldé | Kawasaki | Franco Uncini   | Suzuki | Detalls |
| 1981 | Silverstone | Angel Nieto        | Garelli    | Anton Mang      | Kawasaki | Anton Mang          | Kawasaki | Jack Middelburg | Suzuki | Detalls |
| 1980 | Silverstone | Loris Reggiani     | Minarelli  | Kork Ballington | Kawasaki | Anton Mang          | Krauser  | Randy Mamola    | Suzuki | Detalls |
| 1979 | Silverstone | Angel Nieto        | Minarelli  | Kork Ballington | Kawasaki | Kork Ballington     | Kawasaki | Kenny Roberts   | Yamaha | Detalls |
| 1978 | Silverstone | Angel Nieto        | Minarelli  | Anton Mang      | Kawasaki | Kork Ballington     | Kawasaki | Kenny Roberts   | Yamaha | Detalls |
| 1977 | Silverstone | Pierluigi Conforti | Morbidelli | Kork Ballington | Yamaha   | Kork Ballington     | Yamaha   | Pat Hennen      | Suzuki | Detalls |